# Lommeterning
Lommeterning (på engelsk Pocket Cube eller Mini Cube) er 2×2×2 kombinationspuslespil, der blev opfundet af den amerikanske hjernevrider-designer Larry D. Nichols i 1970. Terningen består af otte dele, der alle er hjørner. Det er en mindre udgave af den lidt større Rubiks terning, der har 3×3×3 dele, og gruppeteorien fra den større terning kan overføres til 2×2×2-terningen.

## Hurtigste løsninger

### Top 5 løsninger ved en enkelt løsning
| Navn                                    | Hurtigste tid | Konkurrence                    |
| --------------------------------------- | ------------- | ------------------------------ |
| Teodor Zajder                           | 0.43s         | Warsaw Cube Masters 2023       |
| Vako Marchilashvili (ვაკო მარჩილაშვილი) | 0.44s         | Tbilisi April Open 2024        |
| Guanbo Wang (王冠博)                    | 0.47s         | Northside Spring Saturday 2022 |
| Maciej Czapiewski                       | 0.49s         | Grudziądz Open 2016            |
| Zayn Khanani                            | 0.50s         | Babylon Summer 2022            |

### Top 5 løsninger vedOlympiske gennemsnitaf 5 løsninger
| Navn                 | Gennemsnit | Konkurrence                | Tider                            |
| -------------------- | ---------- | -------------------------- | -------------------------------- |
| Yiheng Wang (王艺衡) | 0.92s      | Johor Cube Open 2024       | (0.81), (1.81), 0.82, 0.97, 0.97 |
| Zayn Khanani         | 0.92s      | New-Cumberland County 2024 | 0.84, (2.69), (0.71), 1.04, 0.88 |
| Sujan Feist          | 0.94s      | Somerset September 2024    | 1.08, (2.17), 0.89, (0.58), 0.85 |
| Antonie Paterakis    | 0.97s      | Warm Up Portugalete 2024   | 0.93, 1.05, (0.66), (1.43), 0.92 |
| Teodor Zajder        | 0.97s      | Energy Cube Białołęka 2024 | 0.96, (1.16), 0.78, (2.30), 0.77 |